# موشک ترمزی

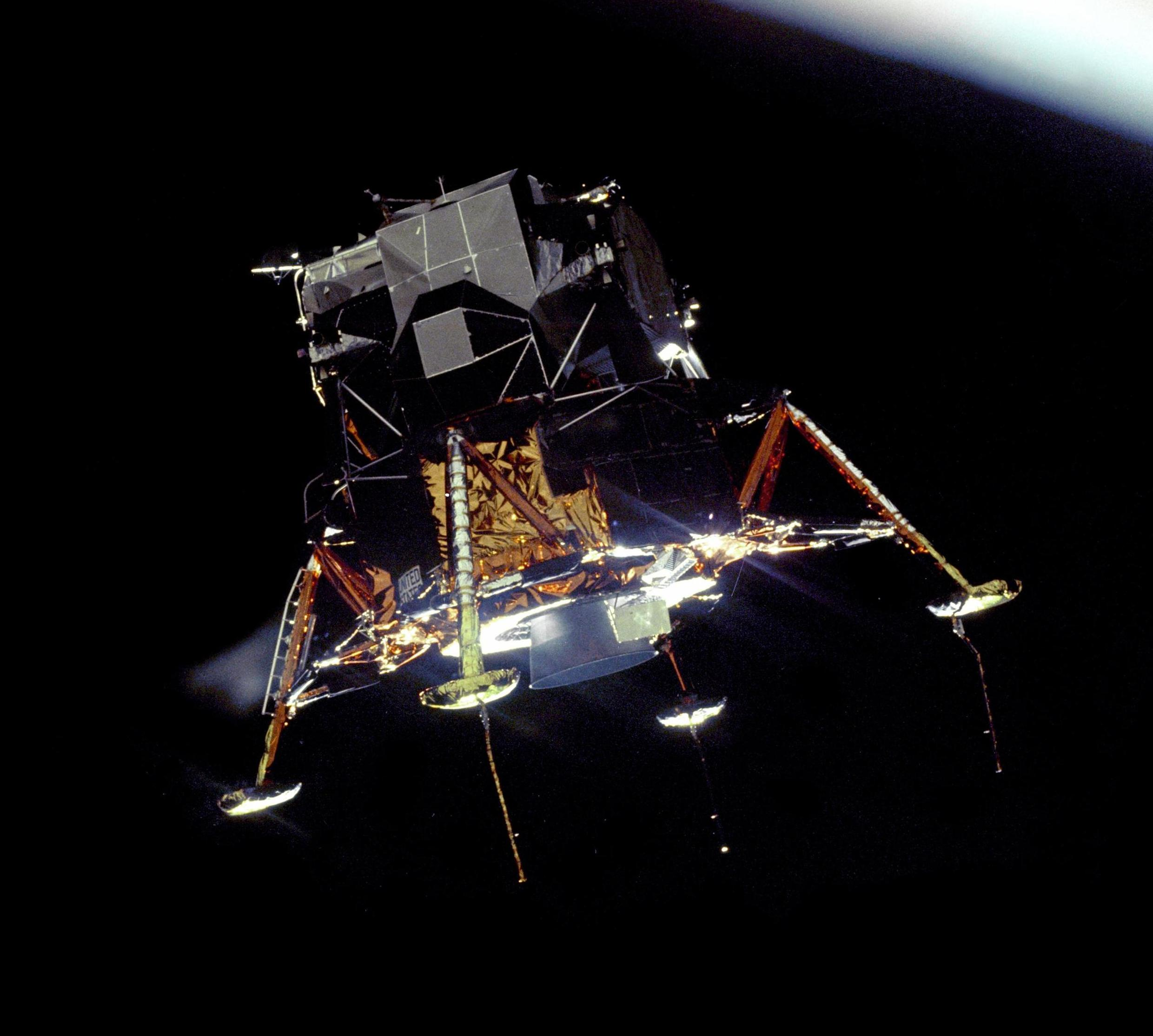
ماه‌نشین فضاپیمای آپولو ۱۱. در بخش زیرین این سفینه، موشک‌های ترمزی دیده می‌شوند.

موشک ترمزی یا موشک پَسران (به انگلیسی: Retrorocket) موشکی است در فضاپیماها که در خلاف جهت پیشرانش موشک عمل می‌کند تا بتواند در مرحله‌هایی از سرعت فضاپیما بکاهد.
نمونه کاربرد آن در ماموریت‌های آپولو بود که فضاپیما ماه‌نشین می‌خواست سرعت مداری را کم کند و به سطح ماه بنشیند. در مدارگردهایی که گرد مدار کره‌ای غیر از زمین می‌چرخند پس از آنکه به مدار کره رسیدند موشک ترمزی را در جهت خلاف حرکت روشن می‌کنند تا سرعتشان برابر با سرعت گریز از مرکز آن کره شود و دور کره مورد نظر به عنوان ماهواره آن بچرخند. مانند مدارگرد اکتشافی ماه، کاسینی-هویگنس در هنگام رسیدن به زحل، فضاپیمای گالیله هنگام رسیدن به مشتری و مدارگردهای مریخ.
اگر در آنجا موشک ترمزی دچار اشکال شود و روشن نشود، فضاپیما به خاطر سرعت زیاد خود از کنار سیاره یا قمر مورد نظر عبور می‌کند. همچنین فضاپیماهایی که روی ماه یا مریخ یا سایر می‌نشینند، برای اینکه فرود نرمی داشته باشند، در لحظه آخر موتور ترمزی خود را به طرف پایین روشن می‌کنند و به وسیله آن ترمز می‌کنند.